# Złota Uliczka
Złota Uliczka (cz. Zlatá ulička) – ulica w Pradze, na terenie Zamku Praskiego w dzielnicy Hradczany.
Dawniej nazywała się ulicą Złotniczą (Zlatnická), gdyż była prawdopodobnie siedzibą miejscowych złotników – Żydów pracujących dla skarbu, znajdujących w ten sposób schronienie za murami zamku. Powstała między romańskim i późnogotyckim obwarowaniem północnej części zamku. Do zamkowych łuków muru obronnego, wzniesionego ok. 1500 przez Benedykta Rejta, dobudowano małe domki (ponad nimi widać kawałek muru). Poddasza domków tworzą chodnik obronny, łączący wieże Białą i Daliborską.
W XVI w. znajdowały się tu mieszkania zastępcze, za czasów cesarza Rudolfa II zajmowali je członkowie straży zamkowej. Później na Złotej Uliczce mieszkała praska biedota. W XX w. uliczka zmieniła charakter. W domku nr 22 w 1917 roku pisał swoje dzieła Franz Kafka, który to domek "wypożyczał" od swojej siostry Otty, w domku nr 12 u Jiřígo Mařánka zbierali się pisarze i poeci, m.in. Jaroslav Seifert, Vítězslav Nezval (stąd można się dostać na taras gotyckiego muru). Po II wojnie światowej domki przestały służyć jako miejsce zamieszkania – w latach 50. XX w. wysiedlono ostatnich mieszkańców. Obecnie znajdują się w nich oryginalne sklepiki, galerie i wystawy, przyciągające uwagę licznych turystów.
Po zachodniej stronie uliczki stoi cylindryczna Biała Wieża, której dolna część służyła aż do połowy XVIII w. jako więzienie i katownia. Więziony tu był m.in. XVI-wieczny angielski alchemik i szarlatan Edward Kelley.
Od 1 maja 2010 uliczka była zamknięta przez rok z powodu remontu. Był to największy remont tej części Hradczan, objął m.in. kanalizację i odpływ wody deszczowej, która niszczy zabudowę. Planowane wykopy sięgały głębokości 6 m. Remontowi towarzyszyły badania archeologiczne.
Od 1 czerwca 2011 uliczka jest dostępna dla zwiedzających.